# 9612 Belgorod
9612 Belgorod este un asteroid din centura principală de asteroizi.

## Descriere
9612 Belgorod este un asteroid din centura principală de asteroizi. A fost descoperit pe 4 septembrie 1992 la Observatorul de Astrofizică din Crimeea de Liudmila Juravliova. El prezintă o orbită caracterizată de o semiaxă mare de 3,16 ua, o excentricitate de 0,21 și o înclinație de 7,5° în raport cu ecliptica.